# سر (وحدة)

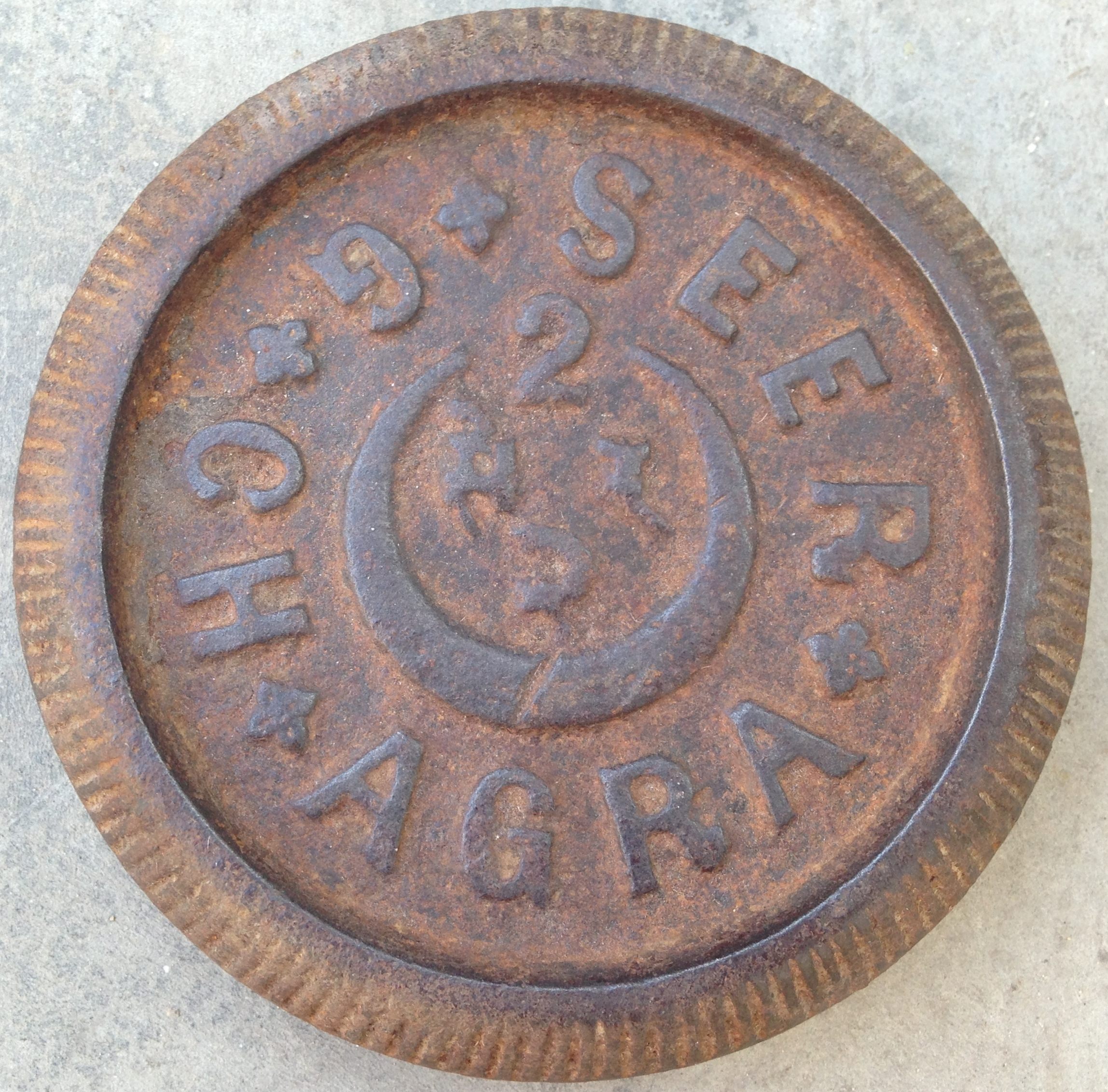
حجر 2 سر

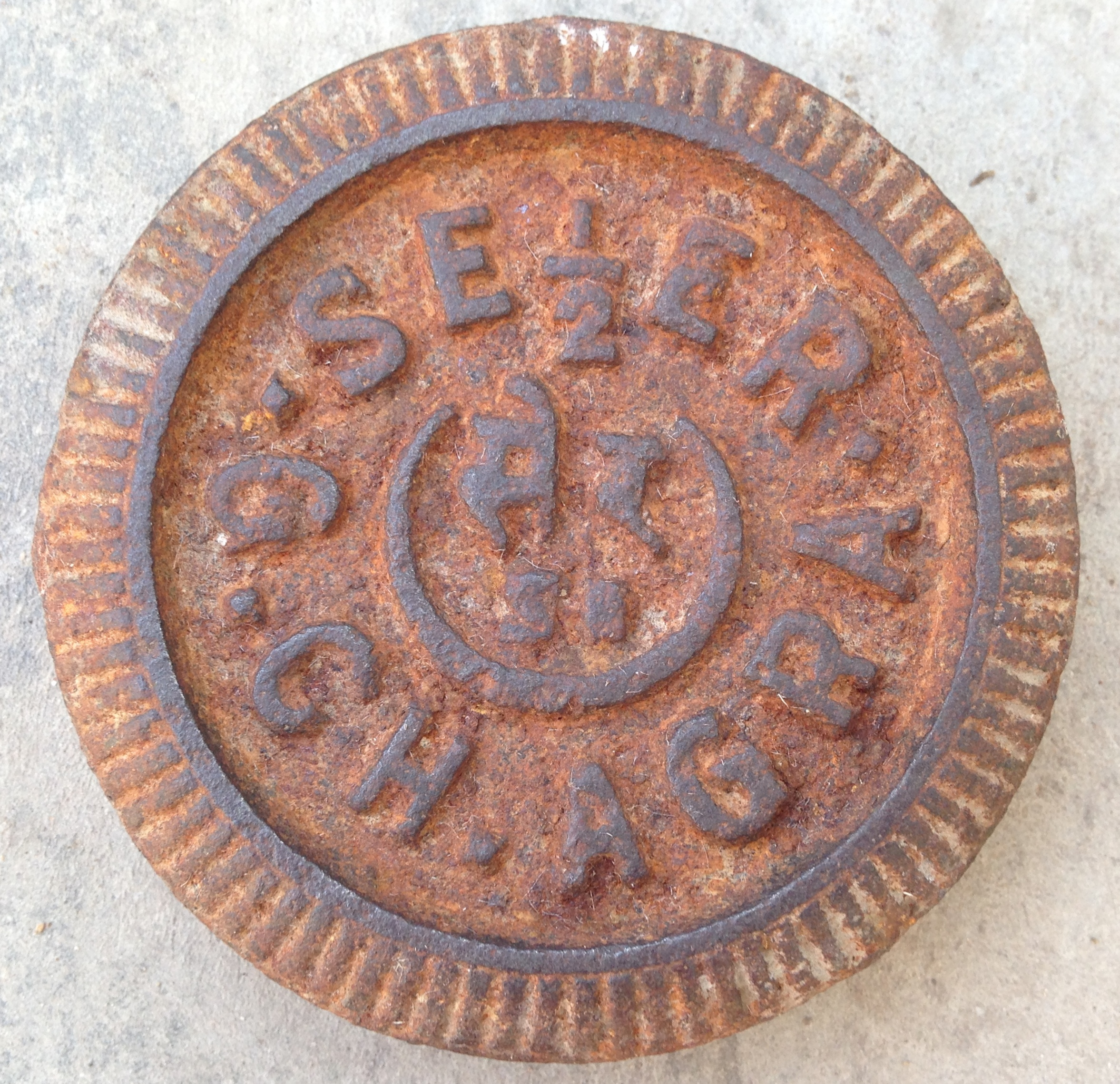
حجر نصف سر

السر (بالإنجليزية: Ser)‏، هو وحدة قياس عرفية قديمة كانت تستخدم لقياس الحجم الجاف في الهند. في عام 1871، عرِّفت قيمتها بالتحديد وتساوي 1 لتر. كانت هذه الوحدة هي الوحدة المستخدمة في الهند قبل العصر الحديث، والتي كانت قريبة جدًا من القيم المترية لحجم يقارب الليتر. بعد عملية التحول إلى النظام المتري في منتصف القرن العشرين، أصبحت هذه الوحدة غير مستخدمة.

## اقرأ أيضاً
- قائمة وحدات القياس المعتادة في جنوب آسيا